# Nigeria aux Jeux olympiques d'hiver de 2018
Le Nigeria participe aux Jeux olympiques d'hiver de 2018 à Pyeongchang en Corée du Sud du 9 au 25 février 2018. Il s'agit de sa première participation à des Jeux d'hiver.

## Délégation
Le tableau suivant montre le nombre d'athlètes nigerians dans chaque discipline :
| Sport     | Hommes | Femmes | Total |
| --------- | ------ | ------ | ----- |
| Bobsleigh | 0      | 3      | 3     |
| Skeleton  | 0      | 1      | 1     |
| Total     | 0      | 4      | 4     |

### Bobsleigh
Une équipe africaine ne s’était jamais qualifié dans un sport de glisse. En novembre 2016, cette même ligue avait lancé une campagne de financement participatif, obtenant finalement les 75 000 dollars permettant de financer la participation aux jeux. Cette aventure est comparable la participation de la Jamaïque aux épreuves de bobsleigh aux Jeux olympiques d'hiver de 1988.
| Athlètes                                 | Épreuves   | Course 1 | Course 1 | Course 2 | Course 2 | Course 3 | Course 3 | Course 4 | Course 4 | Total           | Total |
| Athlètes                                 | Épreuves   | Points   | Rang     | Points   | Rang     | Points   | Rang     | Points   | Rang     | Points          | Rang  |
| ---------------------------------------- | ---------- | -------- | -------- | -------- | -------- | -------- | -------- | -------- | -------- | --------------- | ----- |
| Seun Adigun Ngozi Onwumere Akuoma Omeoga | Bob à deux | 52.21    | 20       | 52.55    | 20       | 52.31    | 20       | 52.53    | 20       | 3:29.60 (+7.15) | 20    |

## Skeleton
Simidele Adeagbo est une sauteuse de triple-saut qui a participé aux qualifications olympiques pour les États-Unis en 2004 et en 2008 a obtenu un quota pour la discipline lors d'une manche à Lake Placid. Elle est classée 81ème dans le monde fin 2017.
| Athlète          | Épreuve | Course 1 | Course 1 | Course 2 | Course 2 | Course 3 | Course 3 | Course 4 | Course 4 | Total                    | Total |
| Athlète          | Épreuve | Temps    | Rang     | Temps    | Rang     | Temps    | Rang     | Temps    | Rang     | Temps                    | Rang  |
| ---------------- | ------- | -------- | -------- | -------- | -------- | -------- | -------- | -------- | -------- | ------------------------ | ----- |
| Simidele Adeagbo | Femmes  | 54 s 19  | 20       | 54 s 58  | 20       | 53 s 73  | 20       | 54 s 28  | 20       | 3 min 36 s 78 (+ 9 s 50) | 20    |